# Schilde
Schilde este o comună din regiunea Flandra din Belgia. Comuna este formată din localitățile Schilde și 's-Gravenwezel. Suprafața totală a comunei este de 35,99 km². La 1 ianuarie 2008 comuna avea 19.516 locuitori.
Schilde se învecinează cu comunele Brecht, Schoten, Zoersel, Wijnegem, Wommelgem și Ranst.
1. ↑  Crossroad Bank of Enterprises, accesat în 13 iulie 2023